# Карлштейн
Карлштейн (Karlštejn; він же Карлув Тин) — готичний замок імператора Карла IV на 72-метровій вапняковій скелі над річкою Бероунка, за 28 км на південний захід від Праги, в межах Чехії.

### Загальна характеристика
Своє узагальнення і вищий вираз символіки чеська готика знайшла в замку Карлштейн . Це резиденція Карла IV недалеко від Праги, де зберігалися державні символи і скарби королівства. Замок створювався за глибоко продуманим планом, кожна його частина мала свій сенс і призначення, а комплекс в цілому повинен був символізувати основи державної влади, всією своєю композицією виражаючи сенс і призначення цієї влади. Цьому підпорядкований план всього комплексу. Замок Карлштейн займає серед Чеських замків абсолютно виняткове становище. Він виник не як центр управління маєтком або королівською резиденцією, а був призначений для зберігання реліквій, включаючи імператорські коронаційні регалії.
Ступінчаста схема композиції замку виходила з символізму Святої гори в Єрусалимі. Згідно з середньовічною космографією, Єрусалим вважався точним центром світу. Сходження на Карлштейн було задумане як земне паломництво до віддаленої вершини, і повинно було служити символічною заміною святої палестинської вершини. Дорога вела паломників, включаючи імператора до символів вічного порятунку у декілька етапів, через окремі святині, зв'язані між собою. Перші з них, були поміщені в імператорському палаці, наступні — в так званій капелі Маріанській, а найзначніші знаходилися у Великій башті. Саме тут були поміщені імператорські коронаційні регалії, мощі всіх святих і інші реліквії, наддбання Карла IV. Таким чином замок був важливим центром середньовічної Римської імперії.

## Будівництво

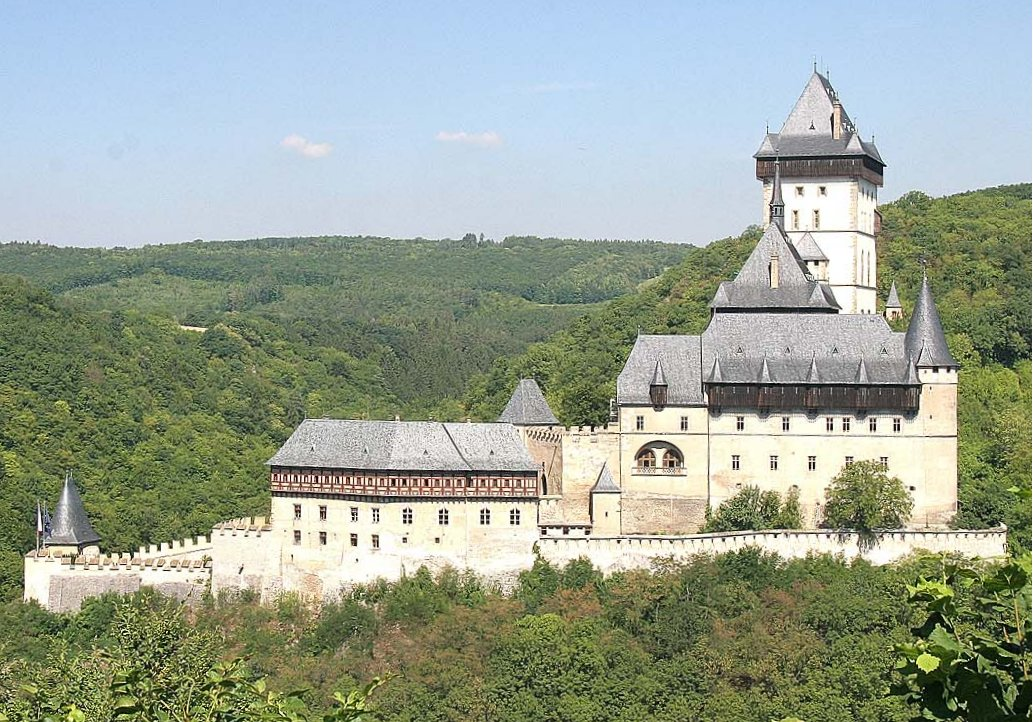
Загальний вигляд замку.

Будівництво замку входило в широкі культурні і політичні задуми Карла IV, пов'язані з піднесенням чеського королівства, які він почав здійснювати в 1348 році. Замок названий на честь його засновника Карла IV, короля Чехії і імператора Священної Римської імперії. Заснований в 1348 році як літня резиденція Карла IV, а також скарбниця імператорських регалій і святих реліквій, які були пристрастю цього монарха. Перший камінь у фундамент Карлштейна заклав близький друг і радник Карла IV, архієпископ Праги Арношт з Пардубіце. Замок будувався під особистим наглядом імператора в стислі терміни за проектом француза Матвія Арраського. При таких урочистих обставинах не був заснований жоден замок ні в Чехії, ні в Європі того часу, що свідчить про величезне значення, яке надавав замку Карлштейн Карл IV, що виховувався при французькому дворі у дусі релігійності і пошані до святих і прагнув зосередити в Карлштейні рідкісні реліквії, які йому вдалося придбати в період свого правління. Крім того, до цих реліквій надалі приєдналися коронаційні регалії римської імперії, оскільки в березні 1350 року Карл IV удруге був коронований королем Римської імперії. Вже в 1355 році, за два роки до закінчення будівництва замку, імператор Карл заселився у свою нову резиденцію.
В основу архітектурного рішення замку був закладений принцип ступінчастого розташування будівель, що входять в архітектурний ансамбль. Кожна наступна споруда замку височить над попередньою, а вершину цього ансамблю утворює Велика башта з капелою святого Хреста, в якій зберігалися королівські реліквії, в тому числі корона Священної Римської імперії. Велика башта в плані має розміри 25 на 17 метрів, товщина стін 4 метри. Комплекс Верхнього замку утворюють Велика башта, імператорський палац, Маріанська вежа з костелом Діви Марії, нижче розташований Нижній замок з великим внутрішнім двором, бургграфством і воротами, до яких веде дорога. У найнижчій точці замку знаходиться колодязна вежа. Глибина колодязя становить 78 метрів, механізм підйому води приводився в дію зусиллями двох людей.
Крім неправдивих донжонів у північнофранцузькоиу стилі, до складу Карлштейнського ансамблю входить кілька шедеврів культового зодчества XIV століття — церква Діви Марії з розписами, Катерининська капела з поліхромним готичним вітражем і дорогоцінним облицюванням з яшми, агату і сердоліку і закінчена до 1365 Хрестова капела з зображеннями пророків і святих кисті готичного майстра Теодоріка — імператорська відповідь на Сент-Шапель в Парижі.
Управління та оборону замку очолював бургграф, в підпорядкуванні якого перебував гарнізон васалів, що мали навколо замку садиби.

## Подальша історія

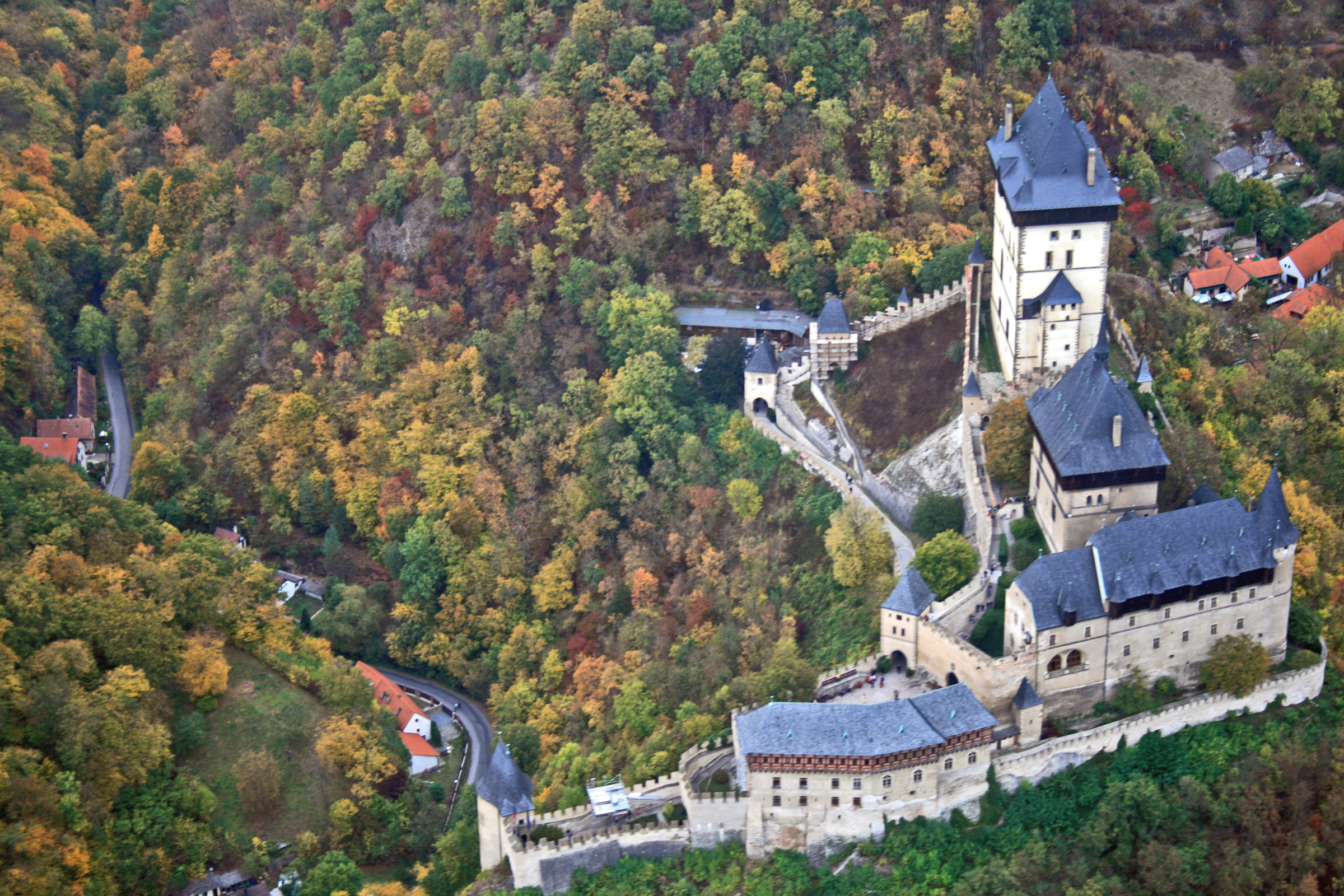
Замок Карлштейн з висоти пташиного польоту

У період гуситських воєн в Карлштейні крім римських імператорських регалій зберігали також скарби чеських королів, вивезені з Празького Граду (в тому числі корона святого Вацлава, якою коронувалися королі Чехії, включаючи Карла IV, яка була повернута в Празький Град лише в 1619 році). Облога Карлштейна гуситами в 1427 році тривала 7 місяців, але замок так і не було взято. У період Тридцятилітньої війни в 1620 році Карлштейн був обложений шведами, але їм також не вдалося захопити замок. У 1436 році, за наказом імператора Сигізмунда, другого сина Карла IV, королівські скарби були вивезені з Карлштейна і в наш час[коли?] зберігаються частково в Празі і частково — у Відні.
У XVI столітті в замку були відведені приміщення для зберігання найважливіших документів імператорського архіву. Наприкінці XVI століття палацові покої були переобладнані в дусі ренесансу, проте після 1625 почався занепад, пов'язаний з ім'ям імператриці Елеонори (дружини Фердинанда II), яка віддала Карлштейн в заставу чеському дворянину Яну Кавці, що призвело до його переходу в приватні руки. Вдові імператора Леопольда вдалося повернути замок в королівську власність, виплативши заставу.
Імператриця Марія Терезія передала замок у володіння Градчанському пансіону благородних дівчат, який вважається останнім власником об'єкту до переходу його у державну власність Чехословаччини.
Першим турботу про відновлення Карлштейна проявив австрійський імператор Франц I (тоді у стіні замку був виявлений скарб коштовностей XIV століття), а нинішнього вигляду Карлштейн набув після вельми вільної "реставрації", здійсненої в 1887-99 рр. Реставраційні роботи велися під керівництвом професора Віденської академії мистецтв Ф. Шмідта і його учня Й. Моккера, який, серед іншого, зумів закінчити будівництво Собору Святого Віта в Празькому Граді. Деякі фахівці стверджують, що Карл IV не впізнав би свій замок після «відновлювальних робіт» з використанням портланд-цементу; з цієї причини ЮНЕСКО не поспішає визнавати його об'єктом Всесвітньої спадщини.
Після передачі замку Карлштейн у державну власність замок відкритий для туристів і є одним з найпопулярніших туристичних об'єктів, займаючи друге місце за популярністю в Чехії після Праги.

## Галерея

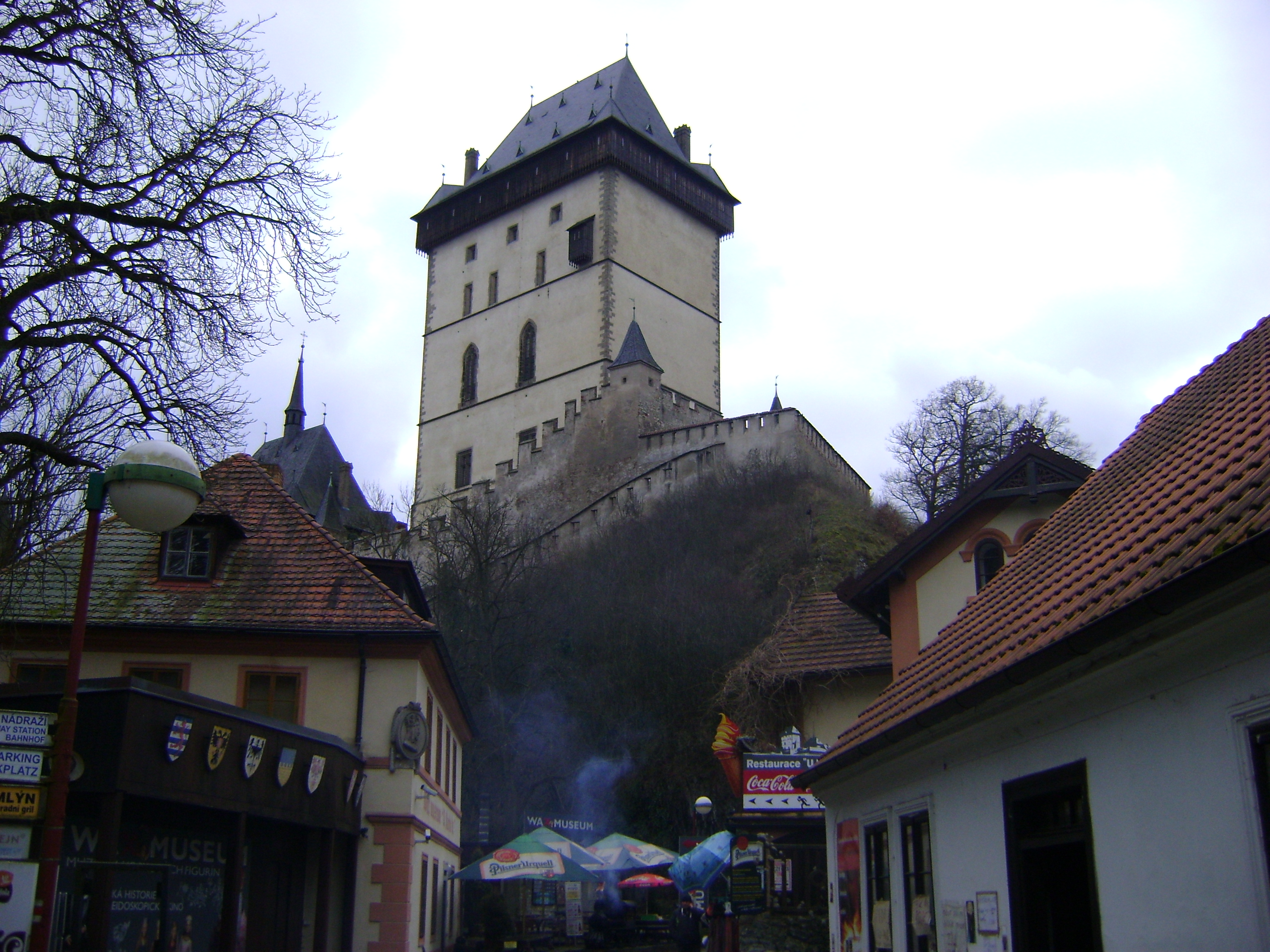
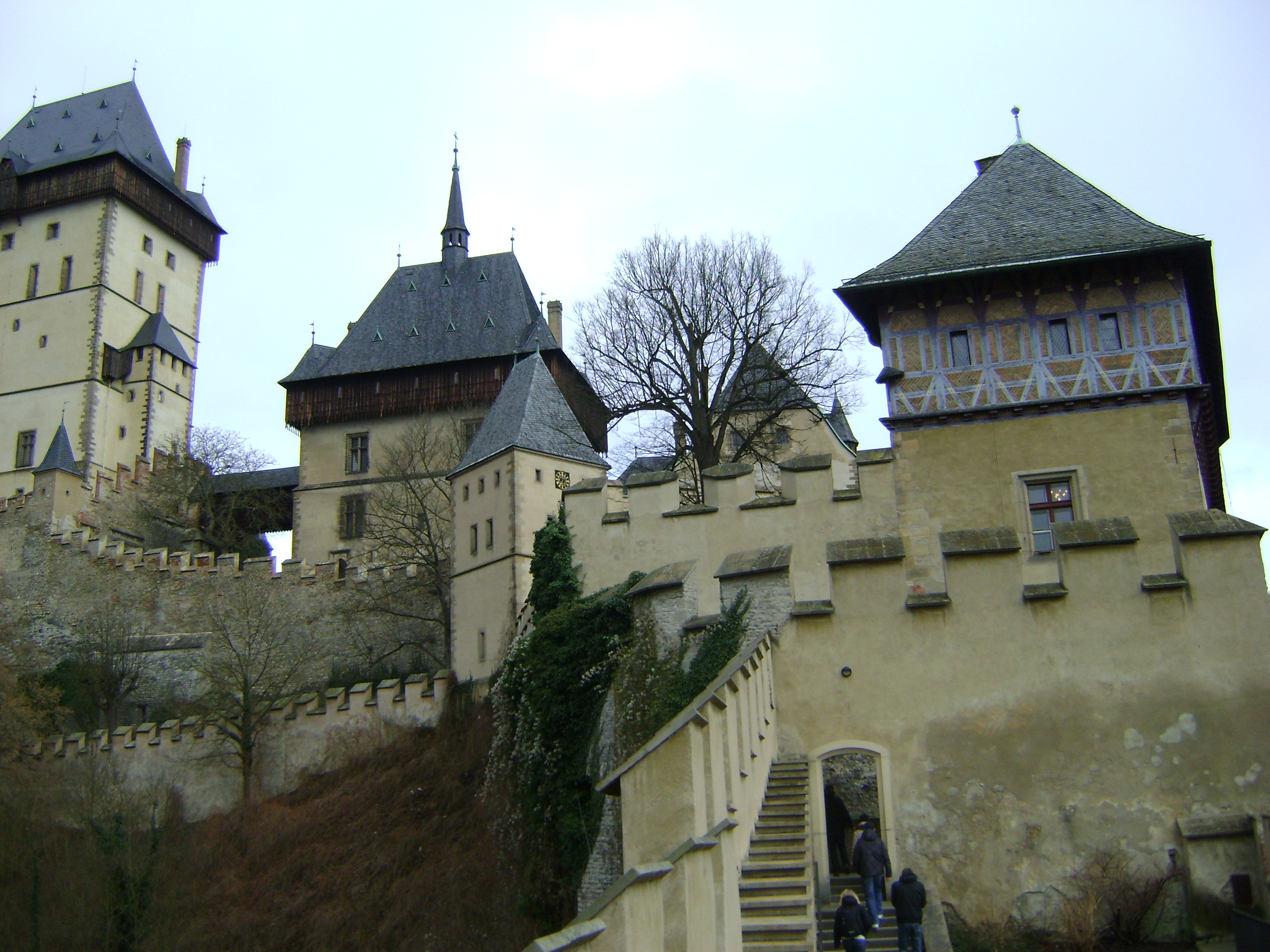
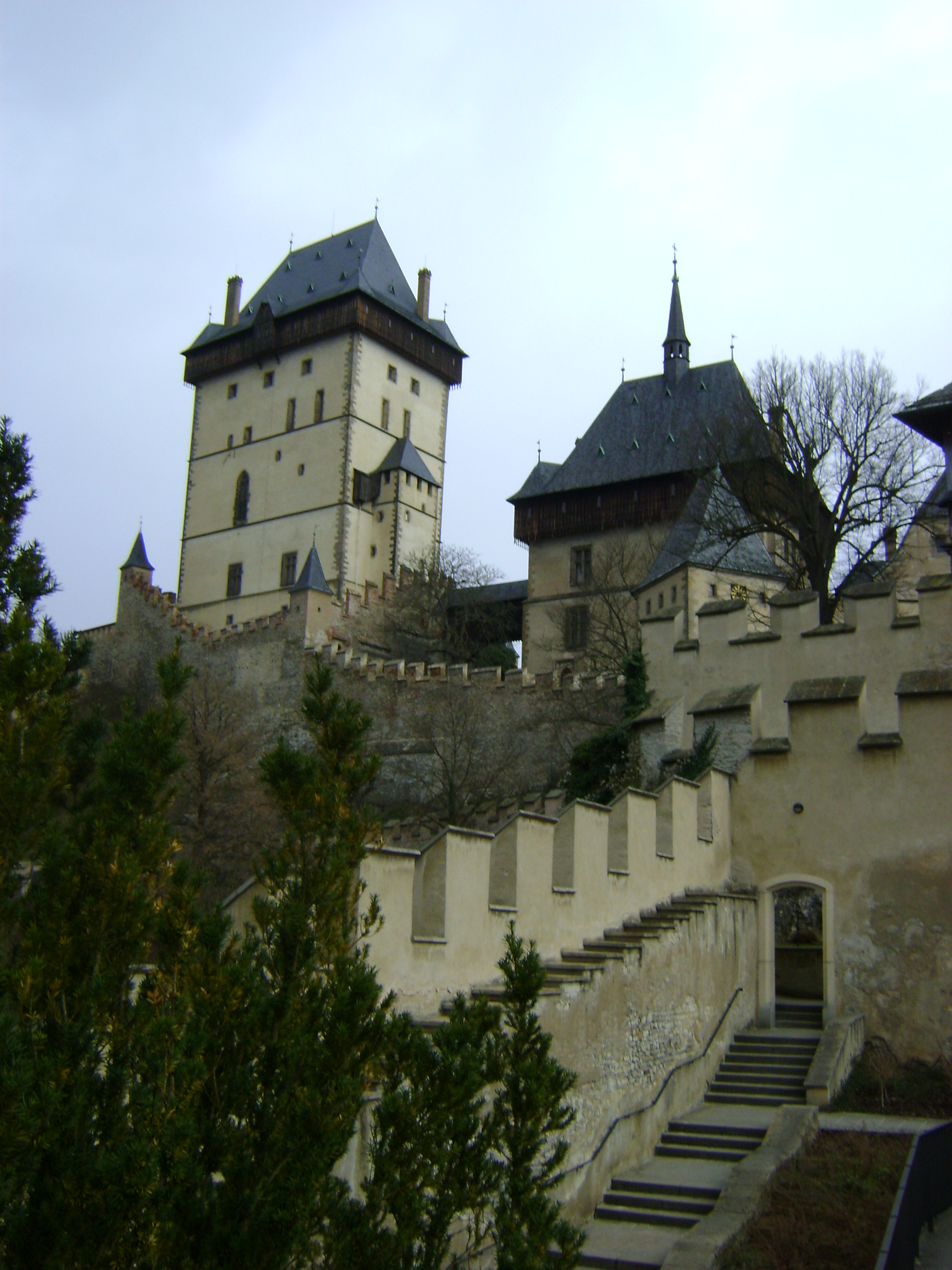
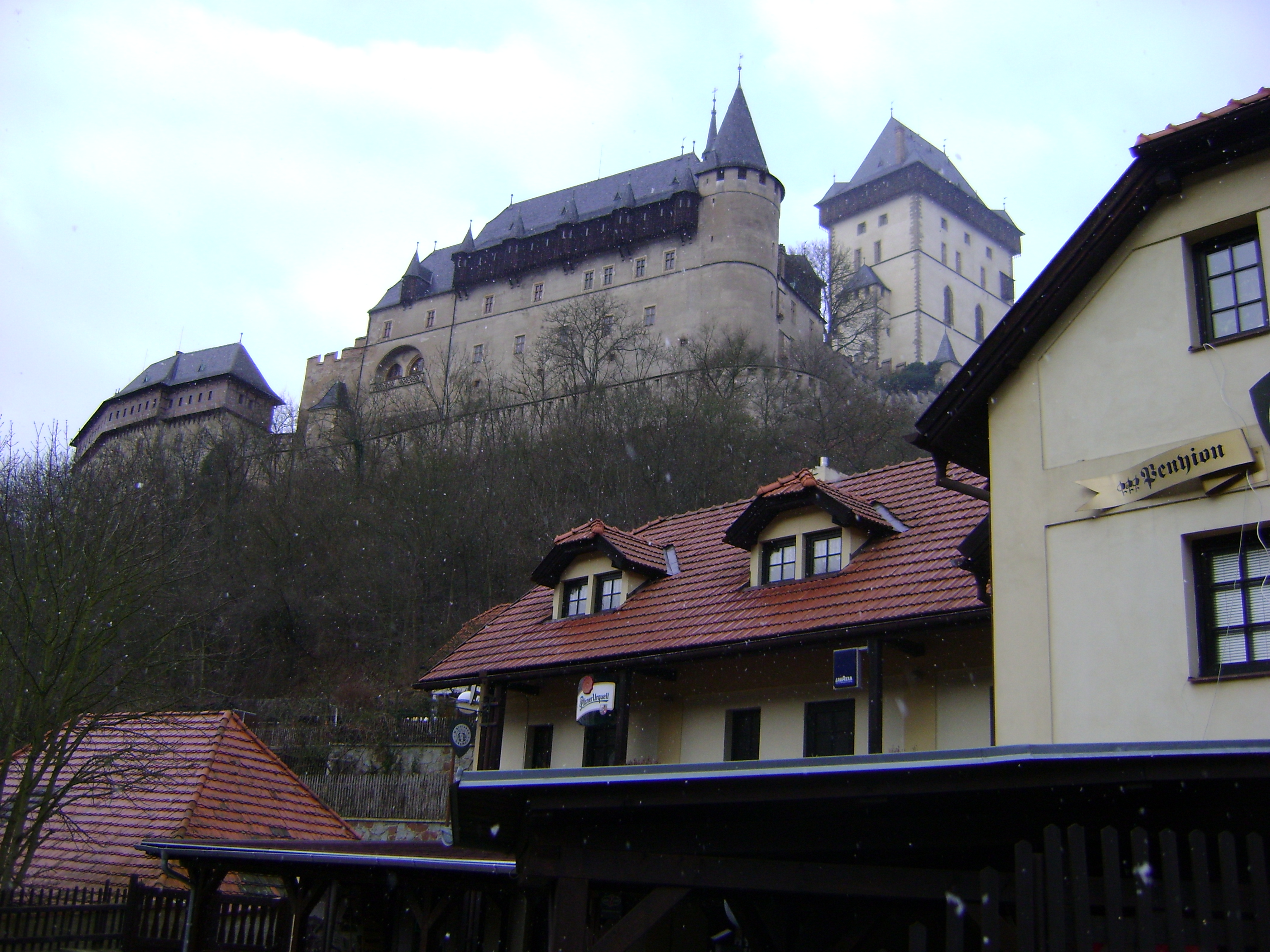
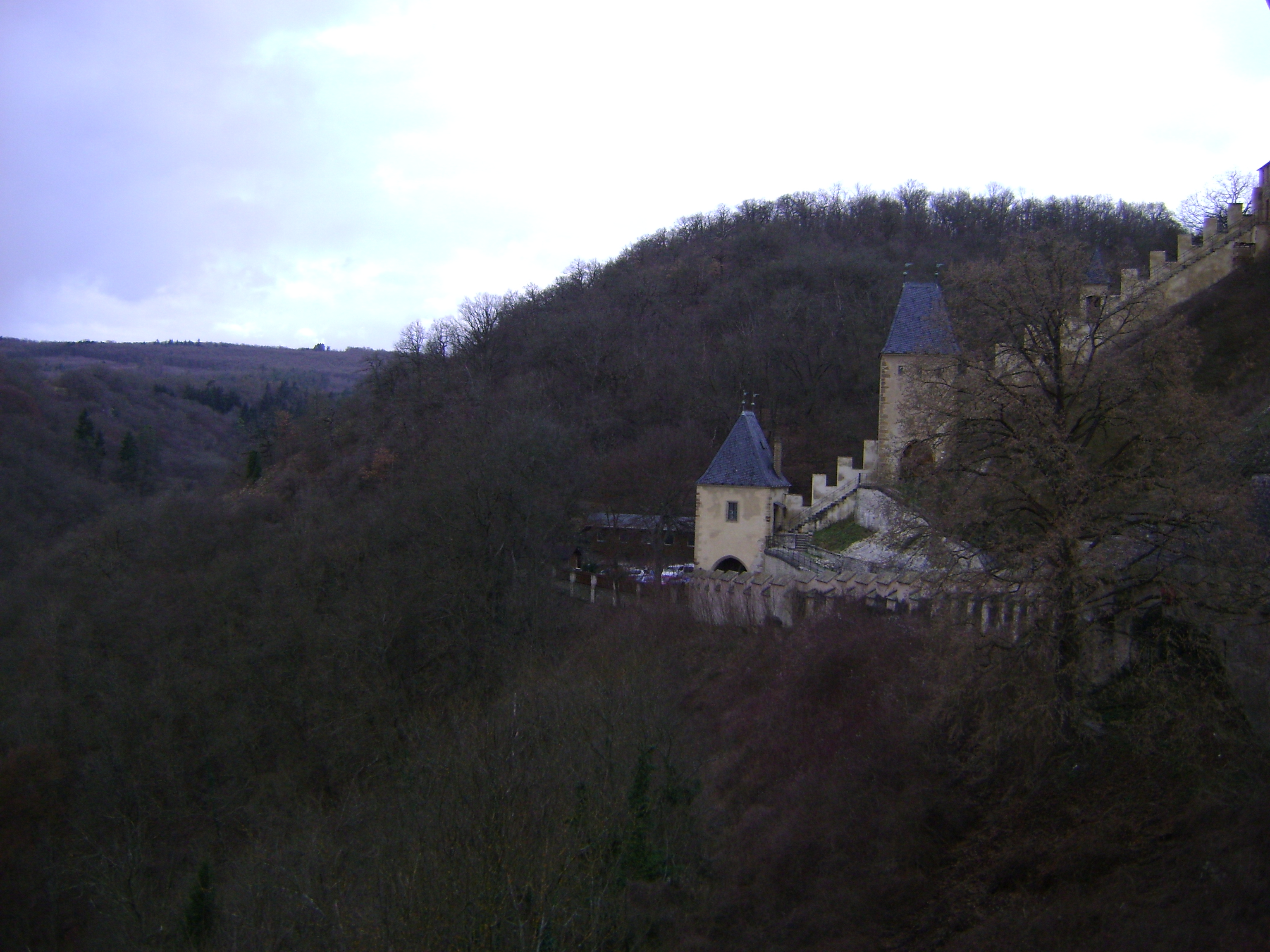
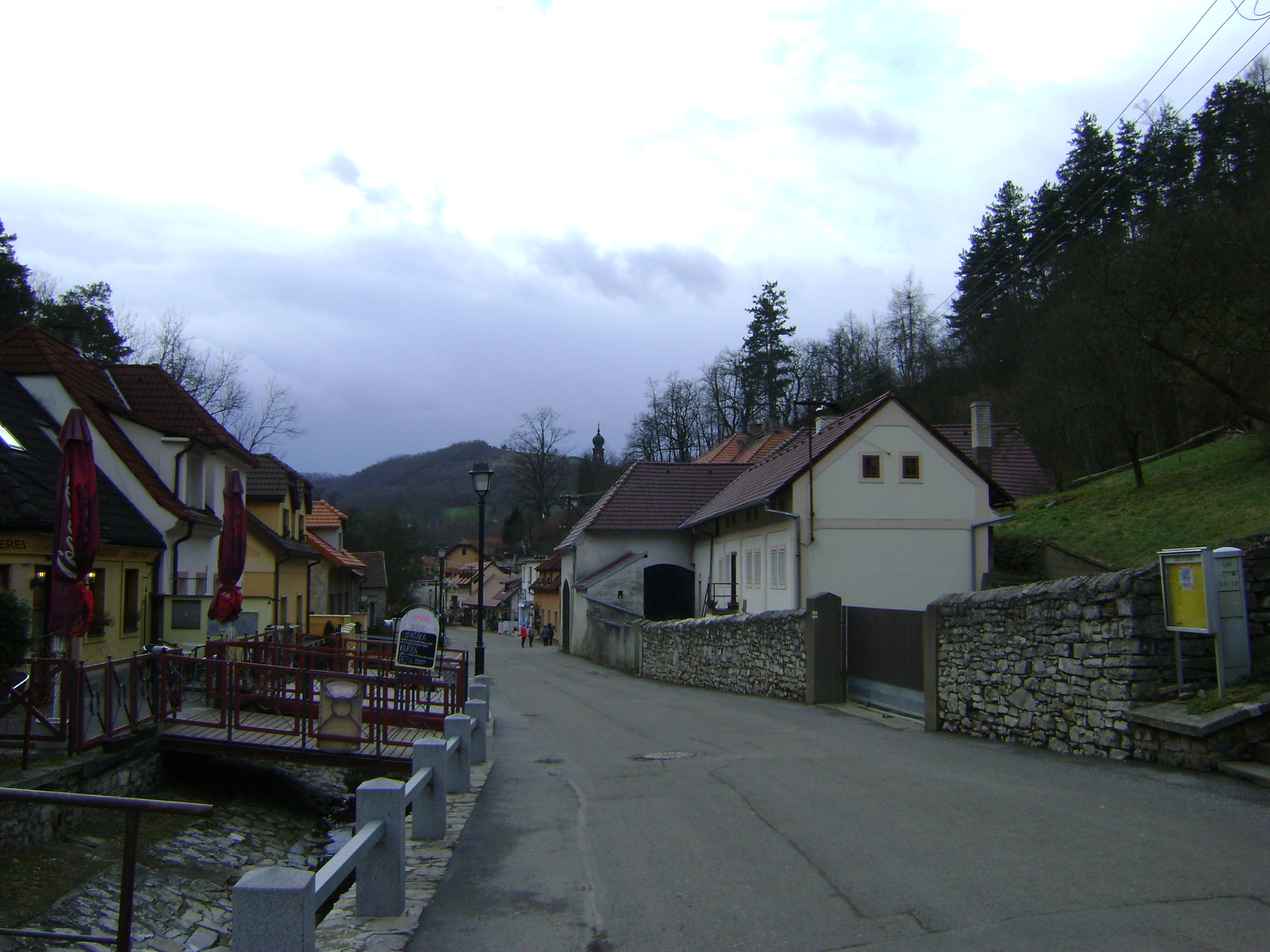
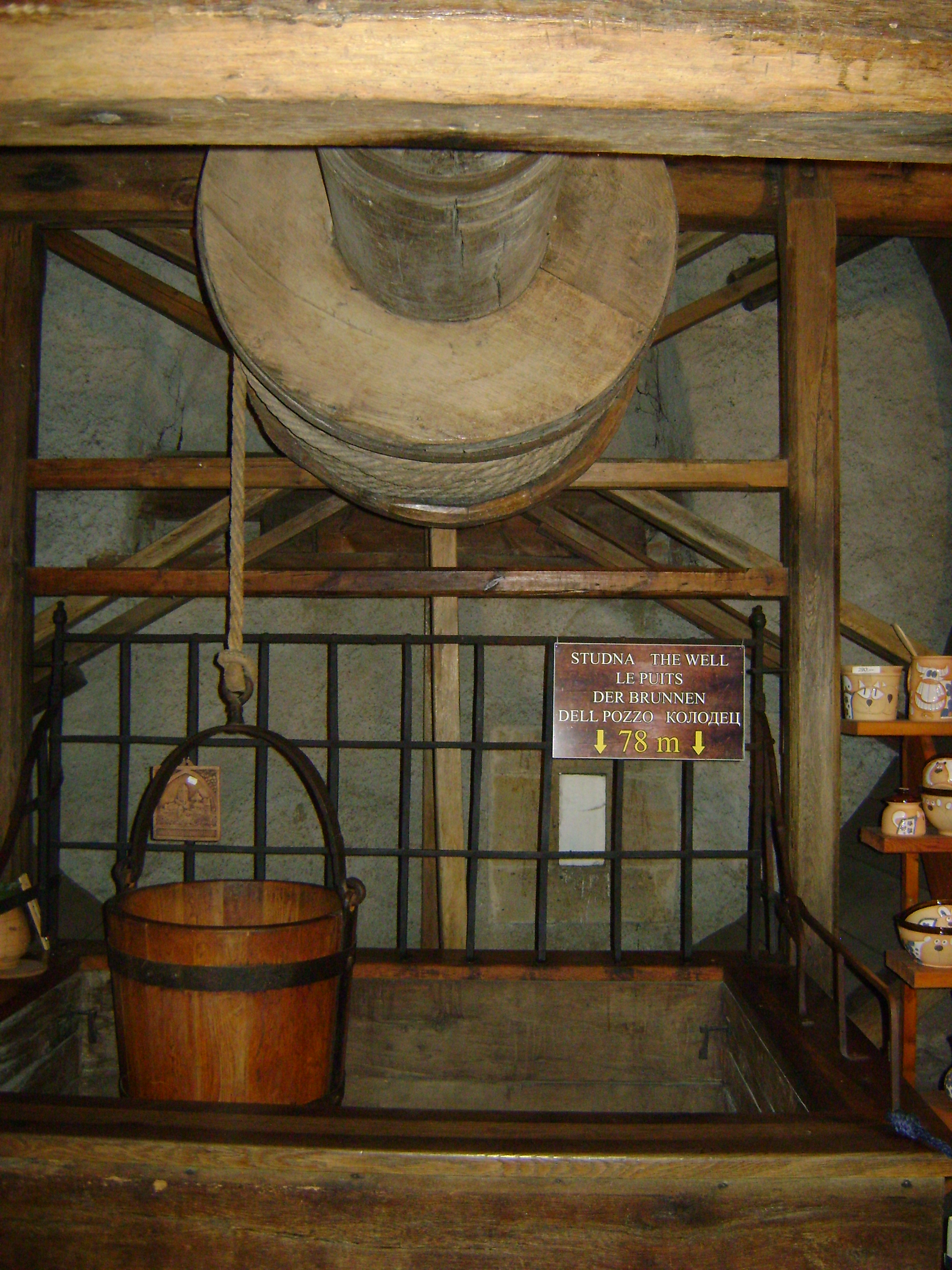
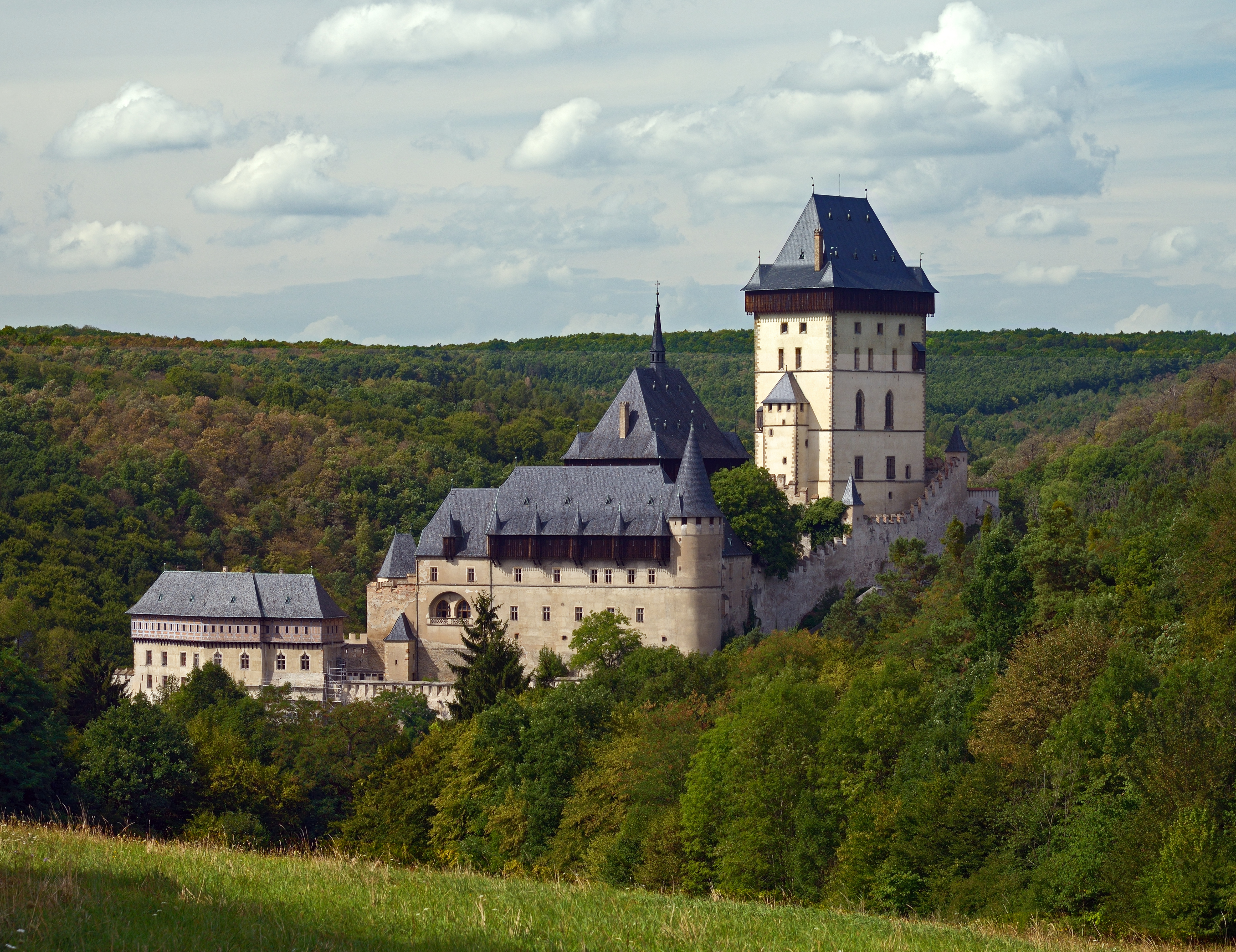